# Leopold Hofmann
Pour les articles homonymes, voir Hofmann.
 (novembre 2023).
Si vous disposez d'ouvrages ou d'articles de référence ou si vous connaissez des sites web de qualité traitant du thème abordé ici, merci de compléter l'article en donnant les références utiles à sa vérifiabilité et en les liant à la section « Notes et références ».
Leopold Hofmann, né à Vienne le 14 août 1738 et mort dans la même ville le 17 mars 1793, est un compositeur autrichien du classicisme viennois.

## Biographie
Enfant, il servit comme choriste. Plus tard, il étudia le contrepoint et le clavecin avec Georg Christoph Wagenseil et le violon. Il exerça toute sa vie dans sa ville natale comme musicien et comme professeur. 
Après avoir été musicus (violoniste sans doute) à St Michael (1758), en 1764, il devient chef de chœur à l'église Saint-Pierre de Vienne puis, en 1766, maître de chapelle. Il est plus tard remplacé à ce poste par Giuseppe Bonno. En 1769, il devint professeur de la famille royale (probablement sur recommandation de Wagenseil). Sa réputation franchit les frontières car Sieber à Paris publie six de ses symphonies dès 1760.
Pendant son séjour à Vienne en 1772, Charles Burney a entendu une symphonie et en rapporte son impression : 

« Ainsi il y avait plusieurs symphonies pour instruments seuls composées par M. Hoffman, Maestro di Capella de cette église, qui étaient bien écrites et furent bien exécutées, exception faite de l'orgue qui empoisonnait tout dès qu'il se mettait à jouer. Dans la musique composée par M. Hoffman existaient grand art et science, pourtant les modulations étaient naturelles, la mélodie fluide et élégante. »

— Charles Burney, 1772
Hofmann, après la disparition de Florian Leopold Gassmann, occupe le poste de maître de chœur à la cathédrale Saint-Étienne de Vienne de 1774 jusqu'à sa mort. Pendant la décennie 1780, il se retire virtuellement de la société, composant fort peu. Le 9 mai 1791 Mozart fut placé à ses côtés comme adjoint bénévole (peut-être pour obtenir le poste). Après la mort de ce dernier Johann Georg Albrechtsberger lui succéda à ce poste et, après la mort de Leopold Hofmann en 1793, il devint lui-même maître de chœur à la cathédrale et le resta jusqu'en 1809.
Ses contemporains voyaient en lui un compositeur considérable et le mettaient sur le même plan que Joseph Haydn, Gluck et d’autres compositeurs qu’on apprécie encore aujourd’hui. Depuis, on le range plutôt parmi ceux que l’on qualifie de « petits-maîtres ». 

## Œuvres
Il a composé de nombreuses œuvres vocales comprenant des messes, motets, litanies, vêpres. Il écrivit de nombreuses symphonies et de la musique de chambre (dont certaines pièces furent faussement attribuées à Haydn) ainsi que des sonates pour clavecin et des variations.
Son œuvre la plus connue est l'un de ses concertos pour flûte en ré majeur qui a été par méprise attribué à Joseph Haydn. Parmi ses quelque quatre-vingt concertos, il nous a laissé entre autres treize concertos pour flûte, des concertos pour hautbois (au moins quatre authentiques) et violon (huit et un double avec violoncelle et une quantité de concertinos) ainsi que huit concertos pour violoncelle. Il a composé aussi plusieurs symphonies. C'est lui qui inaugura l'emploi de l'introduction lente du premier mouvement, dont se servit plus tard J. Haydn. 
Le catalogue des œuvres de Hoffman est précédé du nom du musicologue, Bradley, suivi d'une lettre et d'un chiffre. Par exemple Sinfonia en ut (Badley C8). 
Les manuscrits, très souvent en unica (exemplaire unique), sont conservés majoritairement à Vienne, aux archives Gessellschaft des Musikfreudne, mais aussi à Ratisbonne (Thurn/Taxis Hofbibliothek), à la bibliothèque Estense de Modène, à la cathédrale de Pècs et hors d'Autriche à Prague, Dresde et Berlin.

### Orientation discographique
Le label Naxos a publié plusieurs disques comprenant concertos pour flûte (2 volumes), concertos pour violon et le double avec violoncelle, concertos pour violoncelle, concertos pour hautbois, symphonies, le tout enregistré entre 1996 et 1999.

### Liens contextuels
- Classicisme viennois
- Musique de la période classique

### Sources
- (de) Cet article est partiellement ou en totalité issu de l’article de Wikipédia en allemand intitulé « Leopold Hofmann » (voir la liste des auteurs).